# Фёдор Романович (князь белозерский)
Фёдор Рома́нович (? — 8 сентября 1380) — удельный князь Белозерский (1339—1380).
Старший сын князя Романа Михайловича (ум. около 1339), после смерти которого занял княжеский престол. Был женат на дочери Ивана Калиты — княжне Феодосии (ум. после 1389 и 1407), а её поместья перешли во владении вдовы Дмитрия Донского — великой княгини Евдокии Дмитриевны. Имел младшего брата Василия Романовича по прозванию «Сугорский», родоначальника княжеского рода Сугорские и получившего в наследство восточный удел Белозерского княжества — Сугорское княжество.

## Биография
В 1375 году в числе других удельных князей принимал участие в походе Великого князя Московского Дмитрия Ивановича Донского против Твери и в осаде города. В 1380 году, в августе вместе с сыном Иваном воевода в Государевом полку, в сентябре принимал участие в Куликовской битве в Передовом полку, где оба были убиты. После него Белозерское княжество перешло к его племяннику Юрию Васильевичу, последнему удельному князю Белозерскому.
Имя князя Фёдора Романовича, вместе с сыном Иваном внесены в синодик Успенского Ростовского собора и Софийского Новгородского собора для вечного поминовения.

## Память
В сентябре 2005 года, в честь 625-летия Куликовской битвы, на территории Белозерского кремля, рядом со Спасо-Преображенским собором, в честь погибших на Куликовом поле белозерских князей с дружиною установлен памятный знак, на котором надпись: «В год 625-летия Куликовской битвы. В память князей белозерских с дружиною, погибших ради земли русской и веры христианской, чтобы старые рассказывали, а молодые помнили. От благодарных потомков. Сентябрь 2005 года».

## Критика
В Гербовнике дворянских родов генеалога и графа Александра Алексеевича Бобринского, в княжеском роде Белосельских-Белозерский, ошибочно записаны Фёдор и Иван Романовичи, как князья Белосельские.